# Protestantism

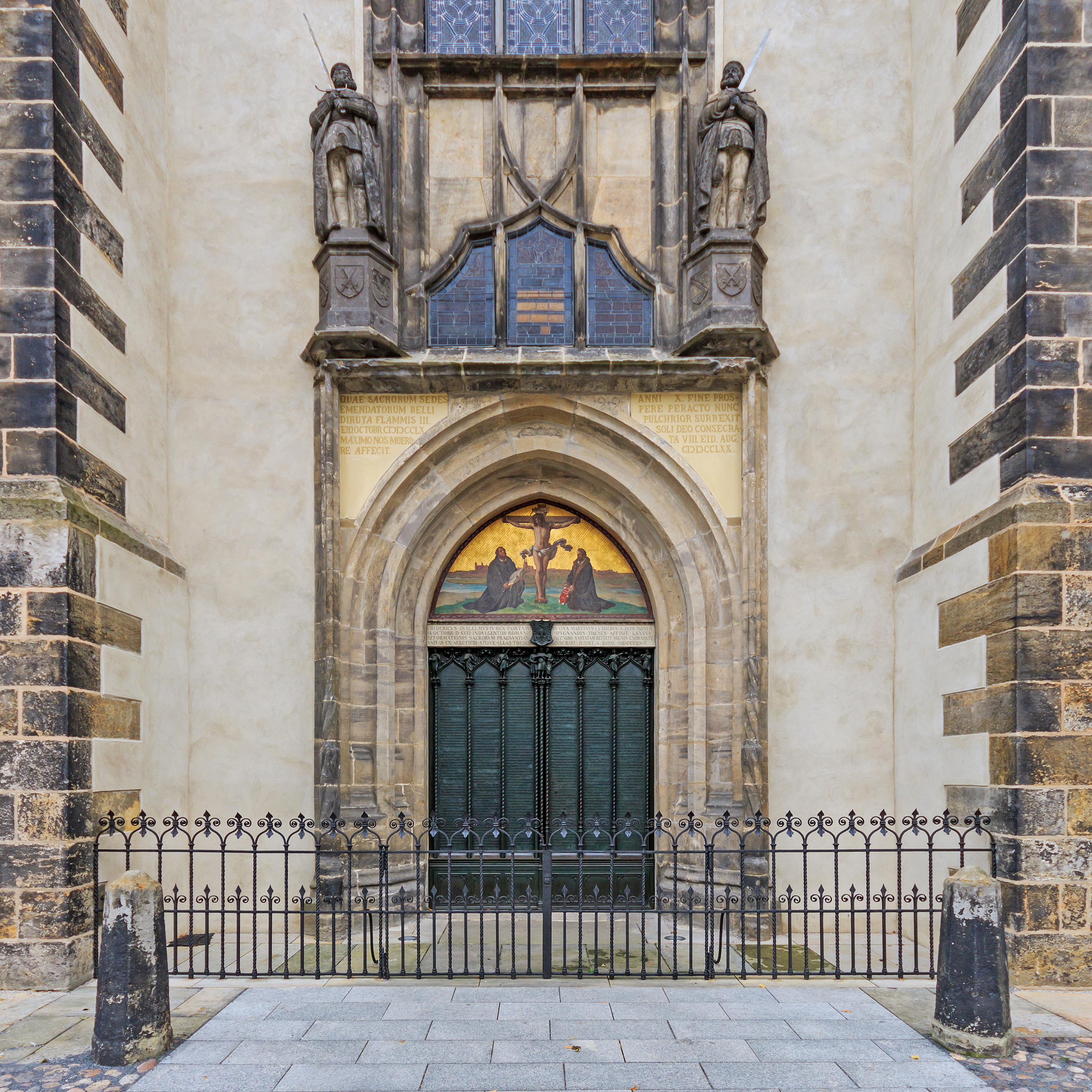
Ușă care prezintă Cele 95 de teze la Biserica Tuturor Sfinților din Wittenberg. Potrivit tradiției, în 1517, Martin Luther și-a bătut în cuie Tezele pe ușa aceasta, începând Reforma

Protestantismul este unul dintre cele trei mari curente existente, în prezent, în creștinism. 
Termenul „protestant” reprezintă o noțiune generică pentru diverse confesiuni, organizate după ideologii creștine și având structuri ecleziastice proprii. În general, prin confesiuni protestante se înțeleg acele culte care își au rădăcina istorică în reforma religiei romano-catolice, inițiată de Martin Luther, la începutul secolului al XVI-lea. Una din definițiile sale cel mai frecvent repetate este următoarea: „Protestantismul reprezintă toate confesiunile creștine care nu sunt nici catolice, nici creștin-ortodoxe”. Teologia protestantă a dus la importante diviziuni interne, caracterizate în comun prin separarea acestora de catolicism și Papalitate. În cadrul protestantismului există diferite biserici, printre care luteranismul, anabaptismul, calvinismul, unitarianismul, anglicanismul, prezbiterianismul, metodismul dar și bisericile neoprotestante cum sunt adventismul, baptismul, penticostalismul și altele.
După cel de al doilea război mondial a existat o tendință de unificare în protestantism. În anul 1973, în Elveția, s-a semnat Concordia (sau Acordul) de la Leuenberg între Federația Luterană Mondială și Comuniunea Mondială a Bisericilor Reformate; un acord reciproc de părtășie la altar și comuniune. La acest acord, în 1997, s-au alăturat și biserici metodiste, anglicane și alte biserici protestante. 
Pași către reconciliere s-au făcut și cu Biserica Ortodoxă; în martie 1992, la  Kappel-am-Albis, Elveția, semnându-se o afirmație comună cu privire la înțelegerea Sf.Trinități (Sf. Treime) între reprezentații Alianței Mondiale a Bisericilor Reformate și a tuturor celor 14 biserici autocefale din comuniunea pan-ortodoxă. 
Însă probabil cea mai mare reușită la scară largă a fost „Declarația Comună despre Doctrina Justificării” (Joint Declaration on the Doctrine of Justification), semnată, inițial, în 1999 între Federația Luterană Mondială și Biserica Catolică. La această declarația s-au alăturat mai apoi și alte biserici protestante; însumat 75% din întreg creștinismul aderând la declarație, vizând baza și clarificarea unei înțelegeri comune cu privire la doctrina justificării. 

## Etimologia termenului
Denumirea protestantismului își are originea în acțiunea de frondă a unei facțiuni din cadrul Dietei Imperiului Romano-German. În anul 1529 Dieta de la Speyer a adoptat o serie de măsuri care discriminau adepții reformei lui Luther, în sensul că dispunea ca statele care au adoptat hotărârile de la Worms, să aibă dreptul de a-și menține confesiunea reformată, în timp ce statele ce nu adoptaseră aceste hotărâri până la 1529, să fie obligate să renunțe la orice formă de înnoire a religiei și să păstreze vechea liturghie catolică. Împotriva acestei hotărâri, Principele Elector Saxon, împreună cu alți cinci principi germani și delegațiile a 14 orașe imperiale au protestat solemn, solicitând convocarea unui Sinod Universal sau German care să dezbată cauza lor în fața unui judecător neutru. Actul solemn, adresat Împăratului, purta numele de „Protestatio”.

## Evoluția termenului „protestantism”
Odată cu evoluția istorică a curentelor reformatoare, sensul termenului de protestantism a fost extins la toate acele confesiuni care, într-o formă sau alta, împărtășeau principiile formale și materiale ale reformei lui Luther, adică au acceptat, pe de o parte, teza potrivit căreia unicul fundament al oricărei credințe creștine o reprezintă exclusiv interpretarea Sfintei Scripturi, independent de orice dogmă și autoritate, și, pe de altă parte, susțin teza mântuirii numai prin credință, adică ideea că izvorul mântuirii provine direct de la Dumnezeu, în afara oricărui merit, fără mijlocirea preotului și fără vreo condiționare materială. Unele teze ale protestantismului, în special cea referitoare la împărtășanie și predestinație au stârnit controverse în rândul adepților confesiunii înnoite, care au dus în cele din urmă la scindarea în două confesiuni, și anume: luterană și reformată (calvinistă). Sciziunea a devenit definitivă în urma hotărârilor sinodului de la Dortrecht, și a condus la formarea a două structuri ecleziastice diferite. 
Începând din secolul al XVII-lea, din sânul celor două confesiuni s-au desprins alte grupuri care, în funcție de specificitățile naționale, respectiv de diferitele interpretări ale unor teze, au înființat noi confesiuni. O latură comună a tuturor confesiunilor protestante și neoprotestante constă în negarea și respingerea totală a principiilor teologice și teozofice ale catolicismului. Protestantismul consideră, ca falsă teza infailibilității și caracterul de unic mântuitor al Bisericii Catolice, de asemenea neagă importanța invocării și cultul Fecioarei Maria și al sfinților, infailibilitatea papei și autoritatea supremă a episcopilor, consideră ca fără valoare jurămintele preoților și călugărilor - în acest sens nu recunosc caracterul sacerdotal al organizațiilor monahale. Protestantismul nu recunoaște sistemul celor șapte sacramente ale confesiunilor catolice și ortodoxe, considerând că există numai două sacramente: Botezul și Împărtășania. Neagă învățăturile despre purgatoriu, cultul sfinților, închinarea la relicve (moaște), preoția sacerdotală, și mântuirea prin fapte bune. 
Cele 5 „sola” protestante sunt: 
- Sola gratia (mântuirea doar prin har),
- Sola fide (mântuirea numai prin credință),
- Sola scriptura (Scriptura ca singură autoritate decisivă, mai presus de tradiție),
- Solus Christus (numai Hristos),
- Soli Deo Gloria (glorie numai Lui Dumnezeu).

## Confesiuni neoprotestante
Confesiunile neoprotestante creștine pe actualul teritoriu al României au luat naștere în marea lor majoritate în secolul XIX provenind dinspre SUA și Europa Occidentală, fiind, inițial, curente religioase în cadrul marilor culte protestante, apoi biserici protestante de sine stătătoare. Ele s-au răspândit apoi cu repeziciune în toată lumea, având evident un oarecare succes în mediile creștine, dar mai ales în cele necreștine, reușind să creștineze un mare număr de păgâni din lumea budistă, din lumea musulmană sau din Africa subsahariană.
Adepții acestor culte creștine pun accentul, ca și întemeietorul protestantismului, Luther, pe biblie (Sola Biblia), repudiind aproape in corpore tradițiile nebiblice și precreștine, caracteristice bisericilor tradiționaliste catolice și ortodoxe. Pe de altă parte, aceste culte au introdus și elemente noi de ritual preluate din textul biblic, pentru a le înlocui pe cele tradiționale. Aproape toate aceste biserici practică botezul la maturitate, deoarece, conform neoprotestanților, Isus Hristos a acceptat să fie botezați doar adulții aflați în deplină conștiință a credinței în Dumnezeu. Pe copii doar i-a binecuvântat, afirmând că Împărăția Cerurilor este rezervată celor ca ei.
Câteva denumiri ale acestor culte (organizate, de obicei, sub forma unor biserici), sunt: adepții Bisericii creștine după Evanghelie (Frăția Plymouth, a nu se confunda cu evanghelicii luterani), baptiștii, penticostalii, congregaționaliștii, mormonii, adventiștii de ziua a șaptea, nazarinenii, Martorii lui Iehova, etc. Conform altor grupuri neoprotestante, unele din aceste grupuri religioase ar avea o dogmă proprie bazată doar parțial pe textul biblic. Conform lui Bart Ehrman, o multitudine de grupuri de creștini contemporane își refuză unul altuia epitetul de „creștini”. Campania de negare a caracterului creștin al unor culte care se consideră creștine afirmă ideea conform căreia ar fi vorba de niște religii distincte (deci nu confesiuni creștine, cum sunt bisericile protestante) care ar fi preluat doar în parte elemente creștine, ca și în cazul cultului Bahá'í. Dar conform definiției generale menționate mai sus, ele nu sunt nici catolice, nici ortodoxe, deci sunt protestante. În plus, în creștinism nu există o autoritate supremă care să decidă dacă un cult este creștin sau nu, așa că fiecare se poate numi creștin dacă așa îi place. Conform lui Elaine Pagels, gnosticii creștini se numeau pe ei înșiși creștini, fiind denumiți „gnostici” de către dușmanii lor. Scientologia nu se revendică a fi exclusiv creștină, ci este deschisă adepților tuturor religiilor, de aceea nu poate fi considerată neoprotestantă.
Popular, credincioșii cultelor religioase neoprotestante sunt numiți uneori în sens peiorativ de către ortodocși drept pocăiți.
În România, cei mai mulți adepți ale confesiunilor neoprotestante trăiesc preponderent în fostele teritorii ale Austro-Ungariei (Banat, Ardeal și Bucovina), regiuni care au avut în trecut legături mai strânse cu Occidentul, inclusiv cu Statele Unite (înainte de 1918, când emigrările sezoniere sau permanente către acest stat erau mai lesne pentru cetățenii austro-ungari decât pentru cetățenii din Vechiul Regat).

## Protestanții liber-cugetători din Olanda
În Olanda bisericile care se auto-denumesc în mod explicit drept liber-cugetătoare sunt biserici protestante. Bisericile liber-cugetătoare au apărut în secolul al XIX-lea, ca urmare a influențelor umanismului și Epocii Luminilor. Asociația Reformaților Liber-gânditori din Frizia a fost fondată în 1904 de către pastorul Niemeyer din Bolsward. În 1913 a apărut o asociație națională, VVH. VVH-ul a fost un opozant al Ligii Reformate, care a fost fondată în 18 aprilie 1906 ca asociație din cadrul Bisericii Olandeze Reformate (Hervormd). VVH-ul a rămas parte a Bisericii Olandeze Reformate (Hervormd), deși a durat în unele locuri zeci de ani până când VVH a fost recunoscut drept parte a Bisericii Reformate (Hervormd). În prezent, protestanții liber-gânditori formează Asociația Protestanților Liber-gânditori din Olanda (în cadrul Bisericii Protestante Olandeze). Alte asociații bisericești liber-gânditoare sunt Frăția Remonstrantă, Comunitatea religioasă liber-gânditoare NPB, Societatea Generală Menonită și Liga Zwingli. 
Protestantismul liber-gânditor modern prezintă similitudini cu umanismul religios. În 2008, protestantismul liber-gânditor a ieșit mult în evidență prin cartea pastorului din Middelburg Klaas Hendrikse⁠(en)[traduceți], care se revendică, în același timp, „ateu convins” și „credincios”.
În bisericile liber-gânditoare se oferă mult mai multă libertate experimentării credinței în mod individual decât în bisericile protestantismului ortodox, lăsând loc întrebărilor critice și fiecare tradiție sau dogmă religioasă poate fi pusă la îndoială. Libera gândire este opusul ortodoxiei religioase, în care se respectă cu strictețe tradiții și dogme vechi. În bisericile ortodoxe din punct de vedere religios „ce și cum” trebuie crezut este impus de sus în jos, fie de către liderii religioși, fie de către Biblie. Bisericile liber-gânditoare urmează principiul conform căruia omul judecă al lui Dumnezeu cuvânt, în timp ce în cercurile religios ortodoxe se consideră că al lui Dumnezeu cuvânt judecă omul.
Comunitățile bisericești liber-gânditoare se distanțează de tradiția protestantă în ce privește:
- Sola scriptura nu mai este univocă: Biblia nu este o carte sfântă și de neatacat, ea trebuind citită în contextul timpului și locului în care au fost scrise povestirile;
- Scriptura trebuie să răspundă nevoilor individuale mai degrabă decât viceversa: „Ce înseamnă asta pentru mine și viata mea, acum și aici?”;
- În locul neechivoc al unui Dumnezeu personal este o „putere” impersonală: Dumnezeu este al vieții mister insondabil;
- Isus este doar un exemplu de comportare etică: Isus din Nazaret nu a fost divin, ci doar un om, care a trăit conform unei asemănări lui Dumnezeu. Isus i-a învățat pe oameni să-l cunoască pe Dumnezeu prin a le explica lor cuvintele sale și prin a exemplifica modelul de viață;
- Lipsa de echivoc a Sfântului Duh din Sfânta Treime este redusă la o „forță”: Sfântul Duh este simbolul înnoirii vieții și se dezvăluie în viata omului drept o forță, fiind dumnezeiescul din om.

## Figuri dominante ale protestantismului
- John Wycliffe, reformator englez și fondatorul Bisericii Anglicane;
- Jan Hus, reformator ceh;
- Jacobus Arminius, teolog olandez, fondatorul arminianismului;
- Heinrich Bullinger, teolog reformator;
- Jean Calvin, reformator francez ;
- Abaomas Kulvietis, reformator lituanian;
- John Knox, reformator calvinist din Scoția și persoana cheie a prezbiterianismului;
- Martin Luther, reformator german;
- Philipp Melanchthon, luteran;
- Menno Simons, fondatorul menonitismului;
- Huldrych Zwingli, reformator elvețian;
- John Smyth, fondatorul denominației baptiste;
- John Byinghton (fondator al Bisericii Adventiste de Ziua a Șaptea și primul președinte al acesteia);
- James White (persoana cheie a Bisericii Adventiste de Ziua a Șaptea și al 2-lea președinte al acesteia) și Ellen G White (autoare inspirată a Bisericii Adventiste de Ziua a Șaptea).